# Мурс, Джон
Джон Мурс (25 января 1896 — 25 сентября 1993) — британский бизнесмен и филантроп.

## Жизнь и карьера
Джон Мурс родился в рабочей семье, в Эклс (Ланкашир) 25 января 1896 года. Он был одним из восьми детей и самым старшим из четырёх сыновей. Школу покинул в 1910 году. Сначала работал посыльным в Манчестерском Почтовом отделении, но скоро был принят на курсы в Школу Почтового отделения телеграфии. Это позволило ему в 1912 году присоединиться к Коммерческой Кабельной Компании младшим оператором.
Мурс всегда любил выдумывать схемы как делать деньги. Когда он получал наличные деньги, большую часть из них послал своей овдовевшей матери, Луизе, работавшей на заводе. Его отец, также Джон, был каменщиком, умер в январе 1919 года в возрасте 47 лет.
После войны продолжил работать в области телеграфии на Коммерческую кабельную компанию. В 1920 году был назначен в Уотервилл в графстве Керри (Ирландия), где не было ни одной публичной библиотеки на много миль вокруг, и он открыл магазин, который продавал книги и бумагу. Также продавал мячи для гольфа, поскольку не было никакого спортивного магазина и поля для гольфа. В 1922 году он вернулся в Англию. Кабельная компания командировала его в Ливерпуле.
Джон, Колин Askham и Билл Hughes были друзьями, и работали посыльными в Почтовом отделении Манчестера. В поисках новой прибыльной идеи Джон Мурс сталкивается с Джоном Джервисом Барнардом, человеком, который отметил рост интереса общественности к двум вещам: футболу и пари. Мурс всегда был энергичным футбольным поклонником. Он играл в любительский футбол до 40 лет.
Барнард разработал «футбольный тотализатор», где профессиональные игроки будут держать пари на результаты футбольных матчей. Его предприятие не было успешным. Мурс стал владельцем тотализатора Барнарда, и три манчестерских друга решили, что они могут сделать — и сделают его лучше.
Поскольку они не могли позволить своим работодателям, Коммерческой Кабельной Компании, знать о том, что они делали — никакая внешняя занятость не была позволена, — то название «Футбольное Объединение Джона Мурса» и т. п. было исключено. Решение пришло от Колина Аскема. Он был сиротой и воспитывался тетей, фамилия которой была Askham, но по рождению он был Колин Генри Littlewood. И так, в 1923 году, Футбольное Объединение Литлвуд — поскольку так его и назвали первоначально — состоялось.
Мурс женился на Руби Ноулз в Ливерпуле 19 сентября 1923 года. У них было четверо детей. Они были женаты в течение 42 лет, до её смерти от рака 8 сентября 1965 года.
Каждый из трёх партнеров инвестировал по 50 фунтов стерлингов своих собственных денег в предприятие. В 1923 году 50 фунтов была огромной суммой, чтобы вложить капитал в основанное на опыте Барнарда сомнительное предприятие.
В течение футбольного сезона 1924/1925 годов предприятие теряло деньги, перспективы улучшения не было. Билл Хьюз предложил, чтобы сократить свои потери, забыть все это. Колин Аскем согласился. Стало ясно почему идея футбольного объединения Джона Джервиса Барнарда потерпела неудачу в Бирмингеме, все ожидали, что Мурс согласится, но вместо этого он предложил выплатить каждому 200 £, которые они инвестировали, за продажу ему своих акций. Мурс впоследствии разработал систему безопасности для предотвращения обманов, и в конечном счёте объединение взлетело, став одним из самых известных названий в Великобритании.
В январе 1932 году Мурс, уже миллионер, был в состоянии отойти от тотализатора настолько, чтобы запустить магазин заказов по почте «Littlewoods». Тогда же был открыт первый универмаг «Литлвудз» в Блэкпуле 6 июля 1937 году. К началу Второй мировой войны было 25 магазинов Littlewoods в Великобритании и более 50 к 1952 году.
21 марта 1960 года Мурс оставил своё руководство бизнесом Объединения, передав управление брату Сесилу, таким образом он смог стать директором футбольного клуба «Эвертон». В июне он стал председателем и в апреле 1961 уволил Джонни Кэри, назначив Гарри Каттерика менеджером «Эвертона» на своё место. Мурс оставался председателем «Эвертона» до июля 1965 года и ушёл в отставку из-за плохого здоровья его жены, которая умерла два месяца спустя. В 1968 году Мурс вновь возглавил клуб и руководил им до августа 1973-го, когда ушёл в отставку во второй раз. Мурс оставил совет директоров «Эвертон» в апреле 1977 года. Ему также принадлежала четверть акций футбольного клуба «Ливерпуль», а племянник Мурса — Дэвид Мурс — был его председателем до 2007 года.
В 1970 году Мурс стал Почётным гражданином города Ливерпуля. В 1972 году удостоен Ордена Британской Империи класса Командор (CBE) и в июне 1980 был посвящён в рыцари. Его именем назван комплекс офисных зданий Плаза в Ливерпуле.
Мурс ушёл с поста председателя Littlewoods в октябре 1977 года. Однако, поскольку прибыль упала (Мурс оставался в правлении), он возобновил руководство в октябре 1980 года и снова оставил пост в мае 1982-го. Его семья продолжала управлять Littlewoods. Сам Мурс оставался в совете директоров до декабря 1986 года, когда он полностью удалился от дел из-за возраста и плохого здоровья. В 1987 на финале Кубка лиги, спонсируемом Littlewoods, Мурс обменялся рукопожатием со всем игроками, поскольку он был почетным гостем. Летом 1988 года, главным образом в инвалидном кресле, он всё ещё посещал магазины Littlewoods в Великобритании, посещал футбольные матчи Everton до начала 1990-х.
25 сентября 1993 года сэр Джон Мурс умер в своём доме в Shireburn Road, Freshfields, Формби (англ.), где он жил с 1930 года. Спустя два месяца после его смерти его состояние было оценено более чем в 10 миллионов фунтов. Фирмы Littlewoods были проданы Barclay Brothers в октябре 2002 года.
В 1992 году Ливерпульский политехнический колледж, получив статус университета, стал называться Ливерпульский университет им. Джона Мурса.